# Balboa, Risaralda
Balboa là một khu tự quản thuộc tỉnh Risaralda, Colombia. Thủ phủ của khu tự quản Balboa đóng tại Balboa Khu tự quản Balboa có diện tích 114 ki lô mét vuông. Đến thời điểm ngày 28 tháng 5 năm 2005, khu tự quản Balboa có dân số 6037 người.